# راب روی (فیلم ۱۹۹۵)
راب روی (به انگلیسی: Rob Roy) فیلمی محصول سال ۱۹۹۵ و به کارگردانی مایکل کاتن-جونز است. در این فیلم بازیگرانی همچون لیام نیسون، جسیکا لنگ، جان هرت، تیم راث، اریک استولتس، برایان کاکس، برایان مک‌کاردی، جیسون فلمینگ، یوان استوارت، دیوید هایمن و شرلی هندرسون ایفای نقش کرده‌اند.
این فیلم برنده جایزه بهترین بازیگر نقش مکمل مرد در جایزه فیلم بفتا شده‌است.

## خلاصه داستان
در سال ۱۷۱۳ «جان گراهام» (هرت) فرماندار کل اسکاتلند است و فرمانده ای به نام «آرچیبالد کانینگام» (رات) دارد که مردی حیله‌گر، زن باره و شمشیر زنی ماهر است. با قتل و غارت و ظلم و ستمی که «کانینگام» به راه اندخته، سرانجام «راب روی» (نیسن)، رهبر کوهپایه نشینان، جلوی او می‌ایستد و…